# Sainte-Croix-en-Plaine
Sainte-Croix-en-Plaine es una localidad y comuna francesa, situada en el departamento de Alto Rin, en la región de Alsacia.

## Historia
En el Primer Imperio francés, durante la guerra de la Sexta Coalición, fue atacada la villa el 24 y el 31 de diciembre de 1813, logrando los franceses evitar su toma por austriacos y bávaros.

## Demografía
| 1 031 | 1 033 | 1 350 | 1 519 | 1 609 | 1 688 | 1 645 | 1 701 | 1 696 | 1 689 | 1 631 | 1 582 | 1 489 | 1 470 | 1 464 | 1 396 | 1 325 | 1 356 | 1 310 | 1 354 | 1 270 | 1 324 | 1 324 | 1 303 | 1 305 | 1 346 | 1 354 | 1 502 | 2 014 | 1 933 | 1 895 | 2 121 | 2 552 |
| Para los censos de 1962 a 1999 la población legal corresponde a la población sin duplicidades (Fuente: INSEE [Consultar]) |       |       |       |       |       |       |       |       |       |       |       |       |       |       |       |       |       |       |       |       |       |       |       |       |       |       |       |       |       |       |       |       |